# Tornion Pallo -47

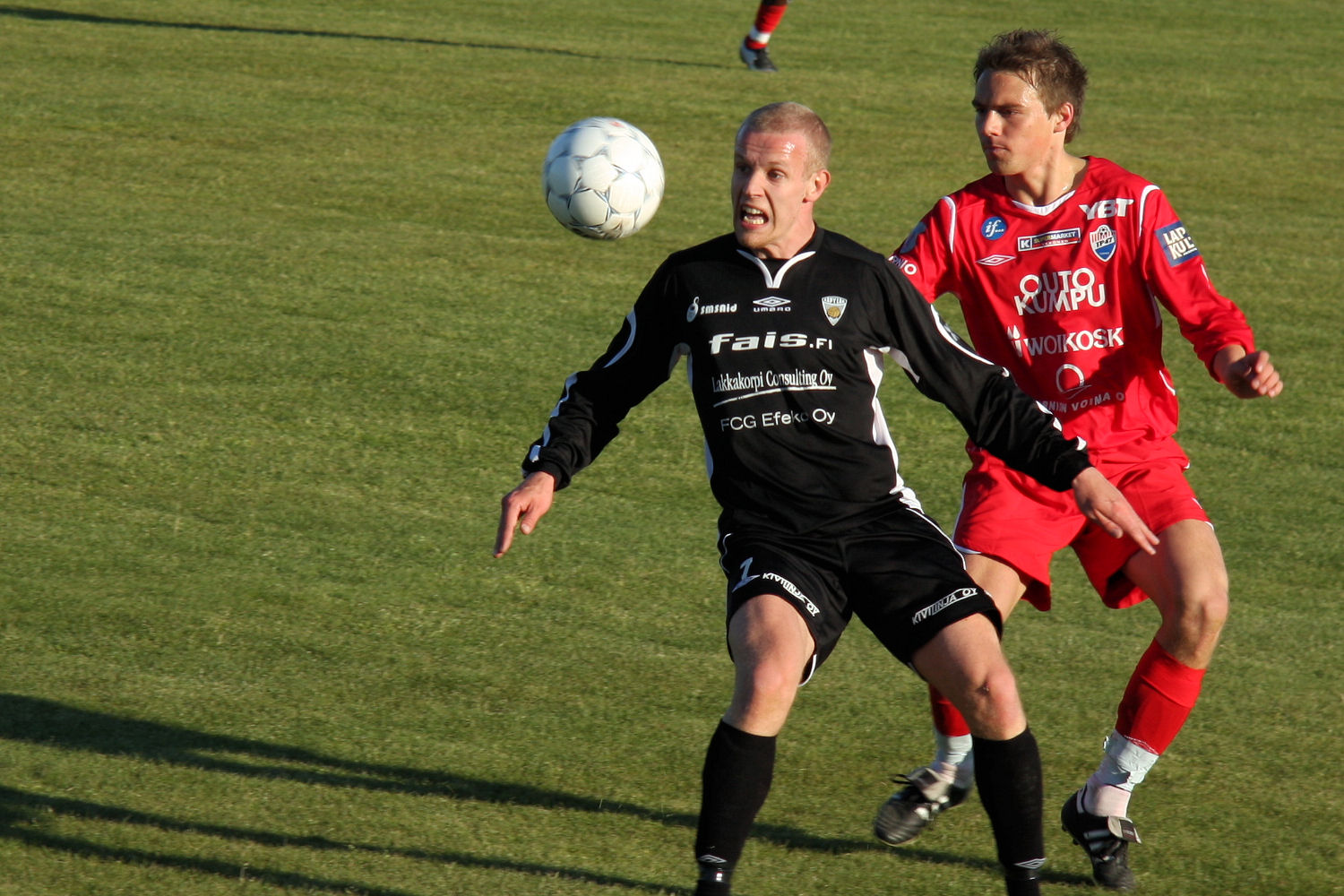
TP-47 spelar mot KäPa i maj 2008.

Tornion Pallo -47 alternativt TP-47, är en fotbollsklubb från Torneå i Finland. Den grundades den 16 november 1947 av lokala järnvägsarbetare. I TP-47 har man tidigare spelat även bandy 1948-61, volleyboll 1955-60 och ishockey 1961-67. TP, som torneåborna kallar klubben, spelar sina hemmamatcher på Pohjan stadion som ligger på Svensarö i centrala Torneå. Stadion är belägen ungefär en kilometer från gränsen till Sverige. Säsongerna 2004 och 2005 spelade TP-47 i den högsta finska serien, Tipsligan, men den nuvarande serienivån är Tvåan.

## Historia
Tornion Pallo -47 grundades den 16 november 1947 av lokala järnvägsarbetare som ville ha en egen idrottsförening. En av orsakerna till det var att då kunde bara medlemsklubbarna i Finlands Bollförbund skaffa riktiga fotbollar. Spelartränaren var Paavo Kivilompolo, som var representationslagets tränare från grundandet till sin vådliga död år 1965. På den tiden var det andra Torneålaget Tornion Palloveikot (kortare TPV, nuförtiden ToPV) en hård medtävlare i fotboll. Då var klubbarna också regionala: TP-47:s spelare kom från kontinenten på östra sidan av Torneälven, och TPV:s spelare från ön på västra sidan av älven.
1957 steg TP-47 i de vita tröjorna till Suomi-sarja, den dåtida näst högsta serien. Lokala konkurrenter var RoPS från Rovaniemi och Karihaaran Tenho från Kemi. Den tidens viktiga spelare i klubben var målvakten Matti Porthan, bröderna Esa, Matti och Raimo Aarni, samt bröderna Reino och Mauno Hyvärinen.
En mark av utvecklingen i det unga laget var semifinalsplatsen mot den Allfinska-spelande Valkeakosken Haka i Finska Cupen år 1960. TP-47 förlorade matchen, som spelades på Pohjan stadion, 1-3.
Klubbens serienivå varierade mellan Suomi-sarja och den lägre provinsserien. Sommaren 1965 var den största kulminationen i föreningens historia. Då kämpade TP-47 för en plats i Allfinskan (också Mästerskapsserien), den högsta serien i Finland. Höjdpunkten var 3-2 hemmavinsten på Pohjan stadion inför 2580 åskådare i matchen mot OTP Uleåborg som till slut nådde plats i Allfinskan. Säsongen innehöll också en stor tragedi, när lagets långvariga tränare Paavo Kivilompolo omkom och lagets landslagsspelare Martti Tolonen allvarligt skadade sig i en bilolycka. De var på väg till en juniorlandskamp i Norge. Under 1950- och 60-talen blev TP-47 nationellt den mest synliga idrottsföreningen i Torneå.
På 1970-talet spelade TP-47 flera säsonger i division 2. Den bästa placeringen var fjärde plats i norrgruppen 1973. Årtiondets bästa matcher spelades mot grannstaden Kemis Into som hade spelat FM-serien. Efter att Into hade fallit ut ur FM-serien, mängder av Intos erfarna spelare som Timo Pietinhuhta, Lasse Ristimäki, Juhani Präktig och tidigare TP-spelarna Matti Pekkanen och Raimo Aarni flyttade till TP-47 för att förstärka laget. I det här årtiondet var Martti Aarni lagets bästa målskytt. Veikko Äijälä var då en av föreningens viktigaste funktionärer och också tränare för en tid. På hösten 1977 spelade TP-47 i division 2 för sista gången på länge. Då började vandringen i lägre serier och den pågick över tio år.
När Torneålagen, TP-47 och TPV, inte lyckades ta sig högre än till division 3 i början av 1980-talet, började de ett samarbetsprojekt som bar namnet Tornion Palloseura, ToPS. På våren 1984 började ToPS serien som stadens lag nummer ett när de stiftande medlemmarna tog hand om juniorverksamhet. Samtidigt var grannstaden Kemis KePS i medvind och hade tagit sig till FM-serien. Också några Torneåspelare som Kari Gullsten och Tuomo Husa förstärkte KePS. Fusion av två klubbar misslyckades ändå och på våren 1978 började TP-47 på nytt i division 4. Tornion Tarmo var en stund stadens ledande fotbollsklubb. Den före detta medtävlaren och samarbetspartnern TPV koncentrerade sig bara i bandy.
På 1990-talet började klubben jaga en plats till division 2. 1993 tog torneåborna också steget till division 2, men nästa år föll klubben tillbaka till division 3. Under den här säsongen spelade de blivande storspelarna, bara de 14-åriga Henri Sillanpää och Teemu Tainio i representationslaget. På den tiden började det synas också utländska spelare i TP:s tröja. Redan på 1980-talet hade några engelsmän spelat för TP-47 men 1990-talet kom med mera långvariga förstärkningar. Bland annat var den ryske Sergei Bondar flera år spelartränare i klubben i början av 1990-talet.
År 1998 började den nya guldåldern i TP-47 och i Torneås fotboll. TP-47 avancerade först till division 2 och efter två år till division 1 med tränarduon Kari Vaalto och Oleg Eprintsev på hösten 2000. Till säsongen 2004 hade TP-47 tagit sig till ligan där den spelade två år. Efter säsongen 2005 föll torneåborna tillbaka till division 1 där de spelade också på säsongen 2008.

## Spelare genom åren

### Stjärnlag
När TP-47 firade sitt 50-årsjubileum 1996, valde klubbens forna medlemmar genom åren Tornion Pallo -47 stjärnlaget. Det konstaterades att ”moralen bland svararna var hög för alla svarare hade ”glömt” att nämna sitt eget namn på listan fast deras namn fanns på nästan alla andra listor”. Listan blev följande:
Målvakt:
- Matti Porthan – spelare på 1950- och 1960-talen

Försvarare:
- Raimo Aarni – spelare på 1950-, 60- och 70-talen
- Tuomo Husa – spelare på 1980-talet
- Matti Myllyoja – spelare på 1960- och 70-talen

Mittfältare:
- Matti Pekkanen – spelare på 1960- och 70-talen
- Kari Gullsten – spelare på 1980-talet
- Teemu Tainio – spelare på 1990-talet
- Martti Tolonen – spelare på 1960-talet

Anfallare:
- Martti Aarni – spelare på 1970- och 80-talen
- Mauno Hyvärinen - spelare på 1950- och 60-talen
- Ossi Innanen – 1970- och 80-talen

### Kända spelare
Klubbens mest kända egna spelare är Teemu Tainio (Birmingham City FC, landslaget) och Henri Sillanpää (GAIS, landslaget). År 2007 flyttade Anssi Jaakkola (U21-landslaget) till AC Siena från TP-47.

## Konkurrenter
TP-47:s största konkurrenter har på 2000-talet varit RoPS från Rovaniemi, AC Oulu från Uleåborg och PS Kemi. Matcherna mellan TP-47 och RoPS brukar kallas ”jänkhäderby” eftersom båda lagen kommer från Lappland. På 2000-talet har de här mötena spelats både i ligan och i Ettan. Mot AC Oulu har TP-47 spelat bara i Ettan. År 2008 spelades de första seriespelen mot nykomlingen PS Kemi. Tidigare hade dessa lag mötts bara i Finska Cupen och i träningsmatcher.